# War of the Satellites
War of the Satellites is een Amerikaanse sciencefictionfilm uit 1958 onder regie van Roger Corman. 

## Verhaal
Enkele ruimtevaartprojecten worden gesaboteerd door buitenaardse wezens. Ze dreigen er zelfs mee de aarde te vernietigen, als het wetenschappelijk onderzoek niet wordt stopgezet. Een astronaut komt erachter dat zijn baas in de macht is van de ruimtewezens.

## Rolverdeling
| Acteur          | Personage                |
| --------------- | ------------------------ |
| Dick Miller     | Dave Boyer               |
| Susan Cabot     | Sybil Carrington         |
| Richard Devon   | Dr. Pol van Ponder       |
| Eric Sinclair   | Dr. Howard Lazar         |
| Michael Fox     | Jason ibn Akad           |
| Robert Shayne   | Cole Hotchkiss           |
| Jered Barclay   | John Compo               |
| John Brinkley   | Bemanningslid            |
| Tony Miller     |                          |
| Bruno VeSota    | Mijnheer LeMoine         |
| Jay Sayer       | Jay                      |
| Mitzi McCall    | Mitzi                    |
| Roy Gordon      | President                |
| Beach Dickerson | Bemanningslid met geweer |
| Jim Knight      |                          |